# 양산 통도사 오방제위도
양산 통도사 오방제위도(梁山 通度寺 五方帝位圖)는 대한민국 경상남도 양산시, 통도사에 있는 조선시대의 불화이다. 2014년 3월 20일 경상남도 유형문화재 제550호로 지정되었다.

## 개요
양산 통도사 오방제위도는 사찰에서 의식을 행할 때 도량장엄용(道場裝嚴用)으로 조성한 불화이다. 동·서·남·북·중앙의 오방제위를 각 폭에 담아 5폭으로 구성되어 있는데, 東方太皞之君, 西方少皞之君, 南方炎帝之君, 北方?頊之君, 中央皇帝之君 등이다.
현재 국내에 전하는 오방제위도는 통도사를 비롯하여 개심사, 봉정사, 봉황사, 김룡사, 흥국사 등 일부 사찰에만 전하고 있을 정도로 드문 작례에 속한다. 1676년에 제작된 개심사본 외에는 모두 제작 시기나 완결성을 갖추고 있지 못하나 통도사 오방제위도는 5폭을 완벽하게 갖추고 있다. 또한 표현기법 면에서도 섬세한 안면 표현이나 무늬와 장식에서 보이는 세밀함, 활달한 묘선, 전체적으로 채색을 엷게 베푼 화사한 색채는 물론 도상적인 측면에서도 학술적 가치가 인정된다.
따라서, 제작시기는 18세기 초반을 넘지 않는 것으로 보이며 임란 이후 크게 유행한 수륙재, 영산재 등에 사용된 도량장엄용 불화의 하나로서 대형 의식불화 연구에도 중요한 자료로 평가된다.

## 참고 자료
- 양산 통도사 오방제위도 - 국가유산청 국가유산포털